# Puccio Corona
Puccio Corona (Catania, 9 aprile 1942 – Roma, 31 dicembre 2013) è stato un giornalista e conduttore televisivo italiano.
Era fratello di Vittorio Corona, anche lui giornalista, e zio di Fabrizio Corona.

## Biografia
Nasce in una famiglia di giornalisti (il padre Aurelio Corona era capocronista del quotidiano La Sicilia), e inizia l'attività giornalistica da giovanissimo proprio nello stesso quotidiano del padre come “cronista della domenica” seguendo vari sport minori, negli anni in cui frequenta gli studi in scienze politiche. È iscritto all'albo dal 13 novembre 1970.
Diviene giornalista professionista a soli 24 anni. Comincia contemporaneamente a collaborare con la Rai, nella redazione di Catania, soprattutto per la “cronaca nera”, nel 1976 viene poi assunto nella redazione catanese della Rai. Nell'azienda di Viale Mazzini si occupa di molteplici argomenti, prevalentemente come inviato: dallo sport (tra cui Novantesimo minuto e La Domenica Sportiva) alla cronaca, collaborando intensamente con le testate del TG1 e del TG2.
Nel 1985 viene chiamato a Roma nella redazione del TG1. Nell'autunno del 1986 si trasferisce alla nuova redazione di Uno Mattina (che nasceva quell'anno) e contribuisce ad inventare la formula dei nuovi telegiornali della fascia del mattino, tuttora in vigore. Nel giro di tre anni viene promosso due volte, prima a caposervizio e poi a vicecaporedattore.
Dal 1989 al 1994 conduce Uno Mattina in coppia con Livia Azzariti. Dal gennaio del 1993 cura la rubrica Fatti, misfatti e ... (sottotitolo: l'occhio indiscreto del Telegiornale Uno).
Nel luglio del 1994 passa alla conduzione di una nuova trasmissione sul mare Lineablu, da lui stesso ideato: il programma che ottiene ascolti importanti resta sotto la conduzione di Corona fino al 1998. Tra il 1992 ed il 1995 è stato anche tra i conduttori di Telethon, la maratona televisiva di raccolta fondi contro le malattie genetiche.
Nel 1996 conduce l'inchiesta sulla tragedia di Portopalo, la strage di immigrati in cui persero la vita 283 persone, provenienti da Malta verso la Sicilia.
Nel 1998 Corona torna al TG1 in qualità di inviato speciale e seguirà importanti eventi internazionali tra cui la guerra del Kosovo del 1999. Nel frattempo è pure il telecronista di importanti eventi trasmessi da Raiuno come la Regata storica di Venezia, la Regata delle Antiche Repubbliche Marinare e la Giostra della Quintana di Ascoli Piceno. Ma sicuramente Linea Blu è la trasmissione che più lo ha fatto conoscere in assoluto soprattutto nel mondo della nautica e della subacquea, dalla sua creazione fino al 1999.
Nel 2000 dirige il video documentario Oltre il blu: viaggio nelle aree marine protette italiane, firmato assieme a Oliviero Sorbini, per conto del Ministero dell'ambiente e della tutela del territorio (Direzione per lo sviluppo sostenibile - Direzione difesa del mare): Corona illustra le aree marine protette di isole Tremiti, Ventotene e isola di Santo Stefano, capo Carbonara.
Nel 2001 conduce nuovamente Uno Mattina Estate in coppia con Monica Leofreddi. In seguito passa alla conduzione dell'edizione del TG1. È il conduttore del Sanremo question time (Rai 1), programma dalla sala stampa del Teatro Ariston per il Festival di Sanremo 2005.
Dal marzo 2005 conduce su Rai 2 la trasmissione domenicale Vivere il mare. Cura soggetto e sceneggiatura del docufilm Goodbye Benevento. È andato in pensione nel 2007 dopo aver lavorato negli ultimi anni ancora al TG1, conducendo anche diverse edizioni nella tarda serata.
Morì nel pomeriggio del 31 dicembre 2013 all'età di 71 anni, a causa della legionellosi, patologia contratta durante una delle sue ultime missioni di inviato nelle zone di guerra..

## Programmi televisivi
- Unomattina (Rai 1, 1989-1994)
- Telethon (Rai 1, 1992-1995)
- Linea blu (Rai 1, 1994-1998)
- TG1 (Rai 1, 2003-2006)
- Vivere il mare (Rai 2, 2005)